# Prestwichia aquatica
Prestwichia aquatica  (лат.) — вид полуводных паразитических наездников семейства Trichogrammatidae надсемейства Chalcidoidea отряда Перепончатокрылые насекомые.

## Описание
Микроскопические насекомые-наездники (длина менее 1 мм), которые полностью адаптированы к жизни в воде и умирают без неё на открытом воздухе. Способны плавать под водой с помощью ног. Паразитируют на яйцах водных насекомых (на стрекозах, клопах и жуках).
Европа (включая Россию). В усиках, кроме скапуса, ещё 4 членика, из которых три вершинных образуют булаву. Передние крылья узкие, примерно в 7 раз длиннее своей ширины. По длине крыльев наблюдается половой диморфизм: самцы короткокрылые или бескрылые.
Одни из первых наблюдений за особенностями биологии этих необычных насекомых сделал в 1906-1916 гг известный русский энтомолог М. Н. Римский-Корсаков. Продолжительность личиночной стадии — 11—15 суток, а куколочной — 10—13 суток. Молодые наездники для выхода из яйца жука-плавунца прогрызают его оболочку.

## Список хозяев
Паразитируют на яйцах насекомых:
- Жуки (Coleoptera)
  - Семейство Плавунцы (Dytiscidae)
    - Полоскуны (Acilius sp.)
    - Гребцы (Agabus sp.)
    - Cybister sp.
    - Плавунцы (Dytiscus sp.)
      - Окаймлённый плавунец (Dytiscus marginalis)

  - Семейство Hygrobidae
    - Pelobius sp.
- Полужесткокрылые (Hemiptera)
  - Семейство Длиннохоботные плавты (Aphelocheiridae)
    - Aphelocheirus montandoni

  - Семейство Водяные скорпионы (Nepidae)
    - Ranatra linearis

  - Семейство Гладыши (Notonectidae)
    - Notonecta sp.
- Стрекозы (Odonata)
  - Семейство Aeschnidae
    - Aeschna sp.

  - Семейство Лютки (Coenagrionidae)
    - Agrion sp.

  - Семейство Lestidae
    - Лютки (Lestes sp.)